# Specht (Brauchtum)

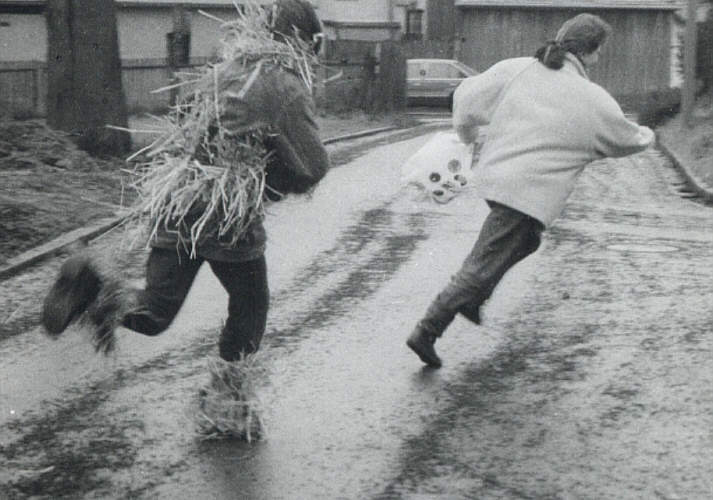
Die „Specht“ geht auf Jagd!

Die Specht ist eine alte Brauchtumsfigur in Nordostbayern. Sie ist eine Variante der Bercht oder Percht, die im oberdeutschen Sprachgebiet weit verbreitet ist. Wie andere winterliche Brauchtumsgestalten (z. B. Pelzmärtel, Knecht Ruprecht) verbindet sie vorchristliche Rituale mit der Weihnachtszeit und diente früher als Kinderschreckfigur.

## Verbreitung
Die Gestalt der Specht erscheint im östlichen Oberfranken (Landkreise Wunsiedel und Hof) sowie in der nördlichen Oberpfalz (Landkreis Tirschenreuth). Laut Erich Straßner gibt oder gab es ähnliche Namensformen auch auf heute tschechischem Gebiet: Sperte im Egerland, Sperchta im Tepler Hochland, šperechta in der Hanna (Mähren). An diesen vermutlich älteren Namensformen, die möglicherweise von Siedlern aus der Oberpfalz mit in den Osten gebracht wurden, erkennt man die Namensverwandtschaft zur Percht. Später entfiel dann im Ursprungsgebiet das „r“ im Namen, während es in den östlichen Formen erhalten blieb.

## Brauchtum
Die Specht trat oder tritt regional unterschiedlich am 23., 24. oder 31. Dezember auf. In manchen Gebieten war sie unsichtbar. Man musste ihr Essensreste in den Garten, auf eine Wegkreuzung, ein Feld oder an den Waldrand bringen oder auch Obstbäume für sie schütteln, um sie zu besänftigen („die Specht füttern“). Dafür, so glaubte man, würde sie im nächsten Jahr für eine reiche Obsternte sorgen. Andernorts wurde und wird die Specht von verkleideten Dorfbewohnern dargestellt, wobei Stroh und ein Schnabel die häufigsten Elemente sind. Als weitere Elemente der Verkleidung können alte Kleider, Bettlaken oder Tücher mit Augenschlitzen (manchmal auch mit Blutspritzern) und eiserne Ketten vorkommen. Dabei trägt die Specht eine große Schere oder eine Sichel sowie einen Schleifstein, mit der sie unartigen Kindern symbolisch den Bauch aufschlitzt und mit Stroh stopft. In früheren Zeiten tauchte sie ganz plötzlich auf und jagte durch das Dorf. Dazu rief sie „wetz de, wetz de - Baach aafschnei'n (schleif dich, schleif dich, Bauch aufschneiden)“. Die Kinder und Jugendlichen, die schon auf sie gewartet hatten, rannten schreiend davon und verschwanden in den Häusern. Erreichte die Specht trotzdem einmal ein jüngeres Kind, bevor dieses sich in Sicherheit bringen konnte, achtete sie sorgsam darauf, das Kind nicht zu berühren, um ihm nicht noch mehr Angst einzujagen. Nach einer Umfrage des Oberpfälzer Heimatkundlers Harald Fähnrich wurde der Brauch auf diese Weise mindestens bis 1979 bei 25 Familien im Landkreis Tirschenreuth praktiziert. Modernere Varianten der Specht sind weniger furchteinflößend und sehen deutlich menschlicher aus. Sie sprechen keinen Drohspruch mehr, die Kinder kommen nahe an die Spechten (die jetzt im Gegensatz zu früher oft zu mehreren auftreten) heran und tauschen Essensreste gegen Süßigkeiten ein. Das Geschehen wird dabei in ein Dorffest eingebettet. Nachweisen lässt sich der Brauch heute noch in Tirschenreuth, Konnersreuth, Münchenreuth (Waldsassen), Großkonreuth, Maiersreuth bei Bad Neualbenreuth, Schönficht, Pleußen und Wendern bei Bärnau. Entsprechende neuere Untersuchungen für Oberfranken fehlen.